# 高石マリーナ
高石マリーナ（たかいしマリーナ）は大阪府高石市にあるプレジャーボート施設。

## 概要
大阪湾では最も歴史のあるマリーナの一つである。ボート免許（小型船舶操縦士）の講習が行われている。
保管艇はモーターボートのみで、ヨットはない。陸上保管が中心で、25～28フィートくらいの船内外機の船が多い。

## 設備
- 陸置120艇、係留20艇
- 陸電（100V／200V）
- 給水設備
- 給油設備（軽油、ハイオクガソリン）
- 整備工場 マツモトマリンメカニック
- クラブハウス
- 駐車場 30台

## ロケーション

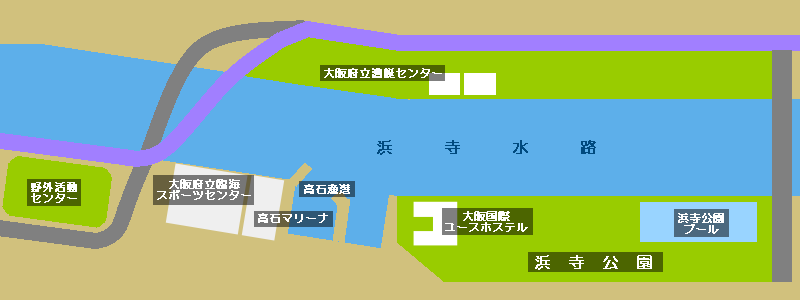
浜寺水路周辺

浜寺水路沿いの一角に位置する。この付近一帯は、浜寺公園をはじめ公営レジャー施設が多く並ぶ。
浜寺水路沿いには、レガッタ等のボート競技のための大阪府立漕艇センターもあるが、主に水路の中央から北側はレガッタ等が使用し、南側は高石マリーナがボート免許の講習・試験で使用している。

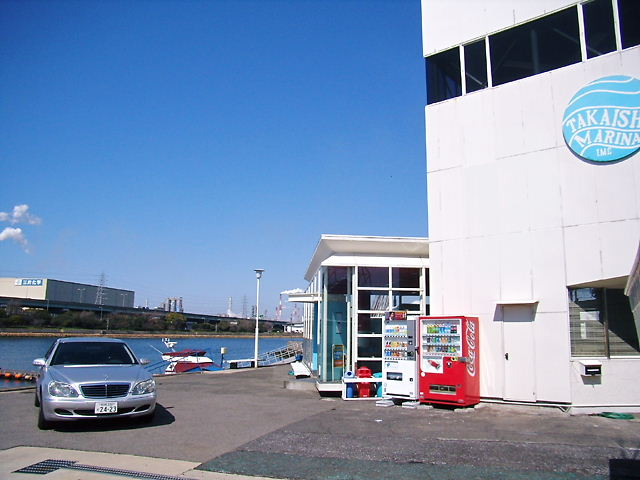
高石マリーナクラブハウス

## ボート免許
小型船舶操縦士免許のうち、1級、2級、特殊を取得できる。国家試験受験コース、国家試験免除コースの両方の講習が行われている。国家試験受験コースはヤマハ免許教室、国家試験免除コースはJEIS（日本船舶職員養成協会）が講習を行っている。
国家試験の会場となっており、隣接する臨海スポーツセンターで学科試験が行われ、高石マリーナでは実技試験が行われる。
また、登録小型船舶教習所教員（国家試験免除コースの教員）の実技講習・試験も行われている。
これらの国家試験は日本海洋レジャー安全・振興協会が実施している。

## 周辺施設
- 大阪府立臨海スポーツセンター
- 浜寺水路
- 浜寺公園
- 大阪国際ユースホステル
- 大阪府立漕艇センター